# Martin Agricola
Martin Agricola (Schwiebus, 6 januari 1486 – Maagdenburg, 10 juni 1556) was een Duits componist van Renaissance muziek en een muziektheoreticus.
Zijn Duitse naam was Sohr of Sore. Van 1524 tot zijn dood woonde hij in Maagdenburg, waar hij leraar of cantor in de protestantse school was. De senator en de muziek-printer Rhau, van Wittenberg, was een goede vriend van Agricola. Hij publiceerde belangrijke theoretische werken, die waardevol materiaal verstrekken betreffende de verandering van oud in het nieuwe systeem van notatie.
Tot Agricola's andere theoretische werk behoort Musica instrumentalis deudsch (1529), een studie van muziekinstrumenten, wat als een van de belangrijkste werken in de vroege organologie wordt beschouwd.
- Biblioteca Nacional de España: XX1076575
- Bibliothèque nationale de France: cb125058163 (data)
- CiNii: DA10787561
- Gemeinsame Normdatei: 119209314
- International Standard Name Identifier: 0000 0001 1586 1151
- Library of Congress Control Number: n80159160
- MusicBrainz: 7e8cf9fe-ea05-45e4-b64f-83d6bffcf2a2
- Nationale Bibliotheek van Tsjechië: mzk2009528162
- Nationale Bibliotheek van Israël: 987007280522905171
- Nederlandse Thesaurus van Auteursnamen: 075226065
- Istituto Centrale per il Catalogo Unico: MUSV074289
- Système universitaire de documentation: 083004122
- Trove: 1181224
- Virtual International Authority File: 2577925
- WorldCat: E39PBJfmpxKtGPTgCRb39RyDbd